# محمية دبي الصحراوية
محمية دبي الصحراوية هي محمية طبيعية في إمارة دبي بدولة الإمارات العربية المتحدة. تأسست بموجب مرسوم أميري في 9 يناير 2002، تبلغ مساحتها 225 كيلومتر مربع ( حوالي 5٪ من إجمالي مساحة إمارة دبي) وتبعد 60 كم عنها.
تأسست المحمية في عام 2004 وهي تضم حوالي 50 نوعاً من النباتات و120 نوعاً من الطيور و43 نوعاً من الثدييات والزواحف. تتبوأ المحمية أيضاً مكاناً في الاتحاد الدولي لحفظ الطبيعة وذلك بعد ما تلقته من إشادة دولية للجهود المبذولة في سبيل حماية الطبيعة والحياة البرية فيها.
تعد المحمية موطناً لمنتجع المها الصحراوي. اكتسبت شعبية عالمية ويزورها الآلاف من السياح كل موسم لممارسة رحلات السفاري الصحراوية في الكثبان الرملية الحمراء وقد قدموا من جميع أنحاء العالم.
تنقسم محمية دبي الصحراوية إلى ثلاث مناطق مختلفة، المنطقة الأولى مخصصة للزوار السائرين على الأقدام، والمنطقة الثانية مغلقة، والمنطقة الثالثة مخصصة لرحلات السفاري الصحراوية.

## المؤهلات البيولوجية والسياحية

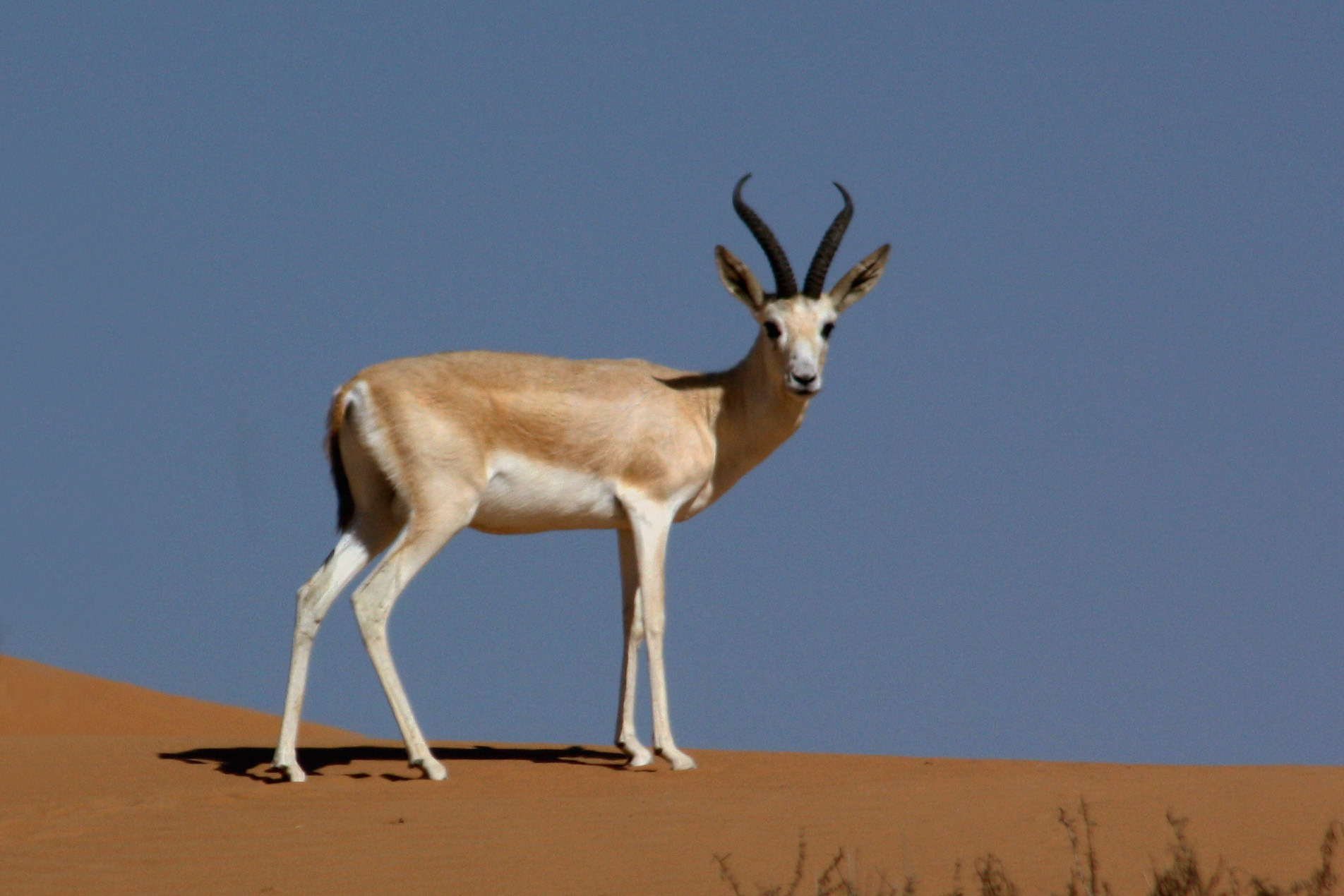
غزال الصحراء في محمية دبي الصحراوية

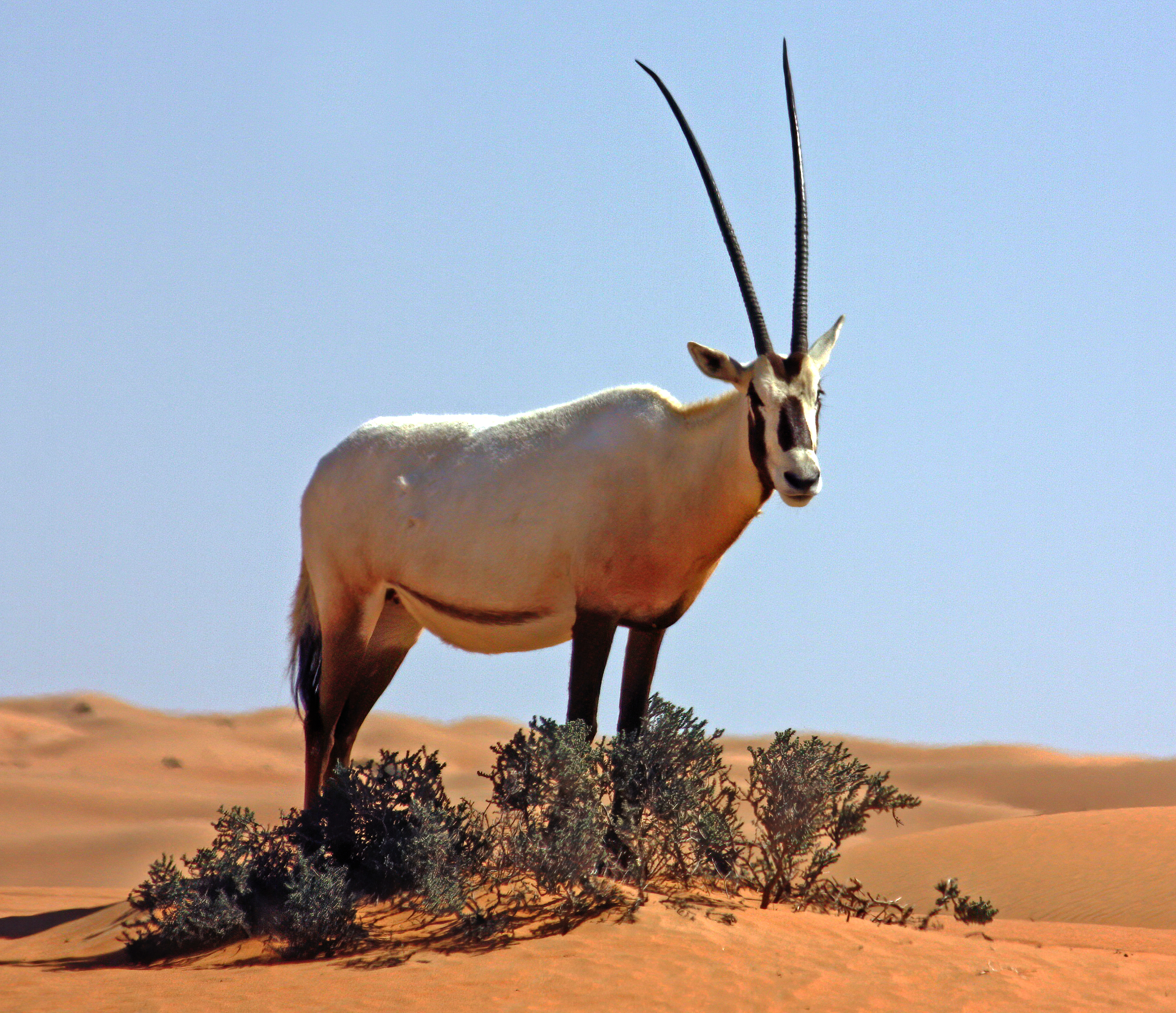
المها العربي في محمية دبي الصحراوية

تضم المحمية مجموعة كبيرة من الأنواع الحيوانية من طيور وثدييات وزواحف بالإضافة إلى تشكيلة من النباتات. من أبرز الحيوانات التي تستوطن محمية دبي الصحراوية نذكر المها والغزال العربي والخفافيش والقنافذ والقطط البرية، كما تحتضن المحمية الثعلب الأبيض والأحمر والنسر الذهبي وغيرها من الحيوانات النادرة.
بالإضافة لما توفره المحمية من بيئة آمنة للحيوانات والنباتات المختلفة، فهي تعد وجهة سياحية وبدوية، يأتيها الزوار بحثا عن أجواء هادئة بعيدة عن ضوضاء المدينة. كما تُتيح المحمية دبي الصحراوية فرصة القيام بعدة أنشطة سياحية منها ركوب الجمال ومشاهدة الصيد بالصقور والتزلّج على الرمال والتخييم ورمي السهام بالقوس والتقاط الصور الفوتوغرافية وركوب سيارات الدفع الرباعي ورحلات السفاري وركوب المنطاد.
استقبلت المحمية في سنتي 2019 و2020 أكثر من 238 ألف زائر، وفقاً للتقرير السنوي الذي أصدرته في عام 2020. وقد أوضح التقرير أن عدد الحيوانات ذات الحافر بلغ 1425 رأساً في أبريل 2020، وفي مارس 2020، كانت المحمية موئلاً لـ800 فرد من المها العربي، و450 غزالاً عربياً، و120 غزال رمل، وتم تسجيل ولادة 88 مها في المحمية خلال عام 2019.

## روابط خارجية
- الموقع الرسمي نسخة محفوظة 22 فبراير 2022 على موقع واي باك مشين.
- صفحة المحمية على موقع TripAdvisor